# Nigel Winterburn
Nigel Winterburn (Arley, 11 dicembre 1963) è un ex calciatore inglese noto per aver fatto parte della difesa dell'Arsenal a partire dalla fine degli anni ottanta per tutti gli anni novanta.

## Carriera

### Gli inizi
Winterburn iniziò la sua carriera calcistica nelle file del Birmingham City, ma non riuscì ad arrivare in prima squadra nonostante fosse convocato in nazionale giovanile. Nel 1982 Winterburn fu ceduto all'Oxford United dove restò fino alla fine del campionato, quando fu acquistato a parametro zero dal Wimbledon.

### L'affermazione nel Wimbledon
Winterburn partecipò alla scalata del Wimbledon attraverso le varie serie minori, fino ad arrivare, nel 1986 (anno in cui divenne titolare inamovibile della squadra), in First Division. Al suo esordio in massima serie il Wimbledon, spinto da giocatori come John Fashanu, Lawrie Sanchez e lo stesso Winterburn, raggiunse i quarti di finale di FA Cup, dove fu battuto dal Tottenham Hotspur.
Le convincenti prestazioni di Winterburn (che vinse per la quarta volta consecutiva il premio come miglior giocatore del Wimbledon, assegnato direttamente dai tifosi) furono in particolare notate dall'allenatore dell'Arsenal George Graham, allora in cerca di un rimpiazzo a lungo termine per il capitano Kenny Samson. Nell'estate del 1987 Winterburn fu così acquistato dai Gunners per 350.000 sterline.

### Arsenal
Winterburn non rimpiazzò Sansom, ancora una colonna dell'Inghilterra, immediatamente; infatti le sue prime apparizioni in squadra furono come terzino destro, una misura di emergenza escogitata da Graham dopo l'impossibilità di trovare un utile rimpiazzo per Viv Anderson.
Sebbene puro mancino, Winterburn interpretò il ruolo di terzino destro al meglio delle sue capacità e si ritrovò velocemente coinvolto in due episodi controversi della prima stagione. Primo, Winterburn fu visto apertamente pungolare Brian McClair dopo che il Manchester Utd ebbe fallito un rigore in un match di FA Cup a Highbury. Questo portò numerose critiche a Winterburn.
Il secondo episodio accadde nella finale di coppa di Lega nella stessa stagione. Nonostante avesse fallito numerose occasioni precedentemente, l'Arsenal, il detentore del trofeo, dominava la partita e stava conducendo sul Luton Town 2-1 a Wembley con meno di un quarto d'ora da giocare quando David Rocastle fu atterrato in area di rigore. Michael Thomas era stato il rigorista dell'Arsenal per tutta la stagione ma per ragioni sconosciute fu Winterburn a prendersi carico della battuta. Non aveva mai battuto un rigore prima per l'Arsenal e il commentatore televisivoBrian Moore rimase stupefatto - "Curiosa decisione, questa!" alla battuta di Winterburn.
Calciò il rigore basso e forte al suo angolino destro, ma il portiere del Luton Andy Dibble indovinò l'angolo e respinse la conclusione. Se Winterburn avesse segnato il rigore, l'Arsenal avrebbe certamente vinto la partita 3-1; invece, un caricatissimo Luton segnò due volte negli ultimi dieci minuti e vinse la finale 3-2. Nonostante il rigore fallito fu Gus Caesar (sostituto di David O'Leary che saltò la finale per infortunio) più che Winterburn ad attirarsi le critiche, avendo commesso l'errore che regalò al Luton il gol del momentaneo pareggio 2-2.
Sansom lasciò l'Arsenal durante l'estate e Winterburn tornò nella più familiare posizione di terzino sinistro restandoci per più di dieci anni. Lui e l'altro terzino Lee Dixon affiancarono due superbi centrali, il capitano Tony Adams e il veterano David O'Leary, raggiunti durante la stagione 1989 da Steve Bould. Molto spesso l'allenatore li faceva giocare tutti e cinque assieme come nella sfida con il Liverpool ad Anfield, decisiva per l'assegnazione del campionato, che poteva portare all'Arsenal il primo "double" dopo il 1971.
Winterburn fece il suo esordio con la nazionale Inglese durante lo stesso anno, subentrando durante il pareggio 0-0 contro l'Italia. Sebbene i media e l'allenatore del suo club esaltavano le doti di terzino sinistro di Winterburn, il c.t. Bobby Robson lo considerava la terza scelta per quel ruolo. Stuart Pearce partì per  Italia '90 come prima scelta, con Tony Dorigo come riserva. Soltanto un infortunio ad entrambi avrebbe potuto aprire la strada a Winterburn, e questo non accadde. Raccolse comunque apparizioni con la squadra B.
L'Arsenal concluse il 1990 senza trofei, ma Winterburn e i suoi compagni difensori - ora galvanizzati dall'arrivo del portiere David Seaman - resuscitarono la loro dura cattiveria la stagione successiva con la vittoria del campionato perdendo soltanto una partita. Due anni dopo, Winterburn era nell'Arsenal che vinse due coppe e completò la sua bacheca. L'Arsenal sconfisse lo Sheffield Wednesday 2-1 sia in coppa di Lega che in FA Cup, la seconda nel replay-match.
Winterburn riconquistò il posto nell'Inghilterra, richiamato da Graham Taylor che lo inserì in una squadra per una tournée negli USA durante la quale l'Inghilterra perse 2-0 con i padroni di casa. Winterburn sostituì l'ala del Manchester United Lee Sharpe nel match finale contro la Germania. Non giocò mai più per la propria nazionale.
Nel 1994, i puristi del calcio fecero grandi elogi a Winterburn e ai suoi colleghi di reparto dell'Arsenal dopo che respinsero gli attacchi del trio offensivo del Parma composto da Faustino Asprilla, Tomas Brolin e Gianfranco Zola dopo il gol dell'1-0 segnato da Smith nei primi 20 minuti. Questo permise loro di vincere la Coppa delle Coppe, il primo successo continentale dell'Arsenal dopo quindici anni. L'Arsenal non riuscirà a riptersi nella stagione successiva, quando raggiungeranno ancora la finale, che venne risolta da un gol da cineteca da 40 metri durante i tempi supplementari da parte di Nayim (un ex del Tottenham, gli odiati rivali dell'Arsenal) che regalò il trofeo al Real Zaragoza.
Arsène Wenger arrivò all'Arsenal nel 1996 e inculcò una nuova auto-coscienza di sé stessi, oltre a un nuovo regime alimentare fra i gunners, permettendo all'anziana difesa (Adams era il più giovane con 30 anni, Martin Keown era arrivato per porre rimedio al ritiro di O'Leary dopo la vittoria dell'FA Cup nel 1993) di prolungare la propria carriera. Con l'esperienza dei sei difensori (chiamata da Ron Atkinson Dad's Army) aiutata da alcuni nuovi talenti, l'Arsenal vinse il "double" (Premier League e FA Cup) nel 1998. Winterburn fu chiamato dal c.t. dell'Inghilterra Howard Wilkinson per la sfida amichevole con la Francia nel 1999 ma non fece parte degli undici titolari e rimase in panchina tutto il tempo.
Nel 2000 l'Arsenal raggiunse la finale di Coppa UEFA, ma al termine della stagione Winterburn fu svincolato per fare spazio a Sylvinho, anche se il giocatore che lo ha ufficialmente sostituito nel ruolo fu Ashley Cole.

### Il ritiro nel West Ham
Dopo 429 presenze e 8 gol tra le file dei Gunners, Winterburn si trasferì così al West Ham, dove concluse la carriera nel 2003, all'età di quarant'anni. Molto amato dal pubblico (che lo soprannominava Nutty o Psycho Squirrel), attualmente vive a Weston Turville (Aylesbury) con la moglie e i tre figli.

## Statistiche

### Cronologia presenze e reti in nazionale
| Cronologia completa delle presenze e delle reti in nazionale ― Inghilterra | Cronologia completa delle presenze e delle reti in nazionale ― Inghilterra | Cronologia completa delle presenze e delle reti in nazionale ― Inghilterra | Cronologia completa delle presenze e delle reti in nazionale ― Inghilterra | Cronologia completa delle presenze e delle reti in nazionale ― Inghilterra | Cronologia completa delle presenze e delle reti in nazionale ― Inghilterra | Cronologia completa delle presenze e delle reti in nazionale ― Inghilterra | Cronologia completa delle presenze e delle reti in nazionale ― Inghilterra |
| Data                                                                       | Città                                                                      | In casa                                                                    | Risultato                                                                  | Ospiti                                                                     | Competizione                                                               | Reti                                                                       | Note                                                                       |
| -------------------------------------------------------------------------- | -------------------------------------------------------------------------- | -------------------------------------------------------------------------- | -------------------------------------------------------------------------- | -------------------------------------------------------------------------- | -------------------------------------------------------------------------- | -------------------------------------------------------------------------- | -------------------------------------------------------------------------- |
| 15-11-1989                                                                 | Londra                                                                     | Inghilterra                                                                | 0 – 0                                                                      | Italia                                                                     | Amichevole                                                                 | -                                                                          | 67’                                                                        |
| 19-6-1993                                                                  | Pontiac                                                                    | Germania                                                                   | 2 – 1                                                                      | Inghilterra                                                                | U.S. Cup 1993                                                              | -                                                                          | 46’                                                                        |
| Totale                                                                     |                                                                            | Presenze                                                                   | 2                                                                          |                                                                            | Reti                                                                       | 0                                                                          |                                                                            |

## Palmarès

### Competizioni nazionali
- Campionato inglese: 3

Arsenal: 1988-1989, 1990-1991, 1997-1998
- Coppa d'Inghilterra: 2

Arsenal: 1992-1993, 1997-1998
- Coppa di Lega inglese: 2

Arsenal: 1992-1993
- Charity/Community Shield: 3

Arsenal: 1991, 1998, 1999
- Mercantile Credit Centenary Trophy: 1

Arsenal: 1989

### Competizioni internazionali
- Coppa delle Coppe: 1

Arsenal: 1993-1994